# Replac Corporation
Replac Corporation war ein US-amerikanischer Hersteller von Automobilen.

## Unternehmensgeschichte
Das Unternehmen hatte seinen Sitz in Euclid in Ohio. Im Jahr 1955 stellte es Automobile und Kit Cars her. Der Markenname lautete Debonnaire.

## Fahrzeuge
Die Fahrzeuge basierten auf Fahrgestellen von Ford aus den Jahren von 1941 bis 1951. Die Karosserien bestanden aus Fiberglas. Standard war ein Cabriolet, für das zusätzlich ein Hardtop erhältlich war. Das Fahrzeug kostete komplett 1800 US-Dollar.
Der Venture war ein Roadster, entworfen von Phil Egan. Er kostete als Bausatz 650 Dollar.